# Kamal Fahim Awad Boutros Hanna
Kamal Fahim Awad Boutros Hanna (Twa, 31 de julho de 1961) é um clérigo egípcio e bispo católico copta emérito de Minya.
Kamal Fahim Awad Boutros Hanna foi ordenado sacerdote em 20 de maio de 1988.
Em 31 de agosto de 2006, o Sínodo da Igreja Católica Copta o elegeu Bispo da Cúria em Alexandria. Papa Bento XVI confirmou a eleição em 6 de setembro do mesmo ano e o nomeou Bispo Titular de Mareotes. Foi ordenado bispo pelo Patriarca de Alexandria, Antonios Naguib, em 13 de outubro do mesmo ano; Os co-consagradores foram Morkos Hakim OFM, Bispo de Sohag, Youhanna Golta, Bispo da Cúria em Alexandria, Youssef Aboul-Kheir, Bispo de Sohag, Kyrillos Kamal William Samaan OFM, Bispo de Assiut, Youhannes Ezzat Zakaria Badir, Bispo de Luxor, Makarios Tewfik , Bispo de Ismagliah, Ibrahim Isaac Sidrak, Bispo de Minya, Antonios Aziz Mina, Bispo de Gizé, e cardeal Stephanos II Ghattas CM, Patriarca Emérito de Alexandria.
Em 8 de abril de 2013, o Patriarca Copta Ibrahim Isaac Sidrak o nomeou Bispo da Eparquia de Minya. Kamal Fahim Awad Boutros Hanna renunciou ao cargo de Bispo de Minya em 7 de outubro de 2020.